# Malá Čierna
Malá Čierna (em húngaro: Kiscserna) é um município da Eslováquia, situado no distrito de Žilina, na região de Žilina. Tem 4,26 km² de área e sua população em 2018 foi estimada em 343 habitantes.

## Demografia
| Ano:        | 1994 | 2004   | 2014   | 2024   |
| ----------- | ---- | ------ | ------ | ------ |
| Broj ljudi: | 307  | 333    | 366    | 335    |
| Razlika:    |      | +8,46% | +9,90% | -8,46% |

| Ano:               | 2023 | 2024   |
| ------------------ | ---- | ------ |
| Número de pessoas: | 322  | 335    |
| Diferença:         |      | +4,03% |